# Cantón de Saint-Germain-du-Puy
El cantón de Saint-Germain-du-Puy es una división administrativa del departamento de Cher, en Francia central. Se creó en la reorganización de cantón francesa que se realizó en marzo del 2015. Su sede se encuentra en Saint-Germain-du-Puy.